# Pitón de la Fournaise
El pitón de la Fournaise, que culmina a 2.632 metros de altitud, es el volcán activo de la isla de La Reunión. Corresponde a la cumbre y al flanco oriental del macizo del Pitón de la Fournaise, un volcán en escudo que constituye el 40 % de la isla en su parte sudeste.
Este volcán está entre los más activos del planeta: por la frecuencia de las nuevas erupciones (de media una cada nueve meses), mantiene probablemente el primer puesto mundial; por el volumen medio de lava emitida (estimado entre 0,32  metros cúbicos por segundo es aproximadamente diez veces menos productivo que el Kīlauea, pero es comparable al Etna. Es también, desde la instalación en 1979 del observatorio vulcanológico, uno de los volcanes más vigilados. El acceso es relativamente fácil, sobre todo por la carretera forestal del volcán o por la carretera de las Lavas, lo que permite a veces al público poder asistir al espectáculo de las proyecciones y de las coladas de lava.
Como los volcanes de Hawái, el pitón de la Fournaise es un volcán de punto caliente. Estaría alimentado por una pluma mantélica activa desde hace más de 65 millones de años, que al hilo de la deriva de tectónica de placas ha creado primeramente las traps del Decán en India, después las islas Laquedivas, las Maldivas, el archipiélago de los Chagos y finalmente las islas Mascareñas.

## Geografía

### Topografía
El pitón de la Fournaise está constituido por una ancha cúpula sita en medio de una gran zona de hundimiento llamada el Cercado.
El Cercado forma una gran « U », de aproximadamente trece kilómetros de longitud y nueve kilómetros de anchura, abierta al este al océano Índico. Está rodeado totalmente de acantilados, llamados remparts, que le sobrepasan en una altura de 100 a 400 metros. El perfil del Cercado es el de un tobogán. La parte elevada, llamada « el cercado Fouqué » (en sentido estricto), es una zona bastante plana comprendida entre 2  200 y 2  000 metros de altitud. La parte mediana, que presenta una muy fuerte inclinación hasta los 450 metros por encima del nivel del mar, es llamada las Grandes Pendientes. Con respecto a la parte baja, denominada Gran Quemado, ésta se extiende más suavemente hasta la orilla.
El cono del pitón de la Fournaise, de un diámetro de aproximadamente 3 km, supera al cercado Fouqué hasta la altitud actual de 2  632 metros. El borde oriental del cono se ubica en el límite de las Grandes Pendientes. La parte de la cumbre presenta dos cráteres:
- el cráter Bory, ubicado al oeste, es el más pequeño con 350  metros de longitud y 200 metros de anchura. Ya presente al principio de la colonización de la isla, fue nombrado entonces por la expedición llevada a cabo en 1801 por Jean-Baptiste Bory de Saint-Vincent, naturalista y geógrafo francés que fue el primero en describir científicamente el pitón de la Fournaise y en realizar el primer mapa de las coladas de este volcán en 1802;
- el cráter Dolomieu, ubicado al este, es el mayor cráter con 1  000  metros de longitud y 700 metros de anchura. No apareció hasta 1791 como consecuencia del derrumbamiento de una cámara magmática de la cumbre. Fue llamado así por Bory en homenaje a Déodat Gratet de Dolomieu (1750-1801), geólogo y mineralogista francés especialista en basalto. Como consecuencia del vaciamiento de la cámara magmática al finalizar la erupción de comienzos de abril de 2007, la casi totalidad del fondo del cráter se hundió el 7 de abril para alcanzar una profundidad de 300 metros en relación con los bordes del cráter.[6]

Dos singularidades notables se distinguen en la parte norte del Cercado:
- una zona de hundimientos de aproximadamente 2, 5 km de diámetro, la llanura de las Osmondes;
- un afloramiento rocoso aislado que se eleva a 1  368  m, el pitón de Crac, vestigio de un relieve anterior a la formación del Cercado.

La parte activa del pitón de la Fournaise se extiende sin embargo más allá de los límites del Cercado. La zona preferente de ampliación (o zona de grieta) donde se producen las fracturas eruptivas, forma un creciente más alargado que la « U » del Cercado. Esta banda de fragilidad que pasa por la cumbre se une al océano en las regiones de Saint Philippe al sur y de Santa Rosa al norte, dónde pueden producirse ocasionalmente las erupciones llamadas de « fuera del Cercado ».

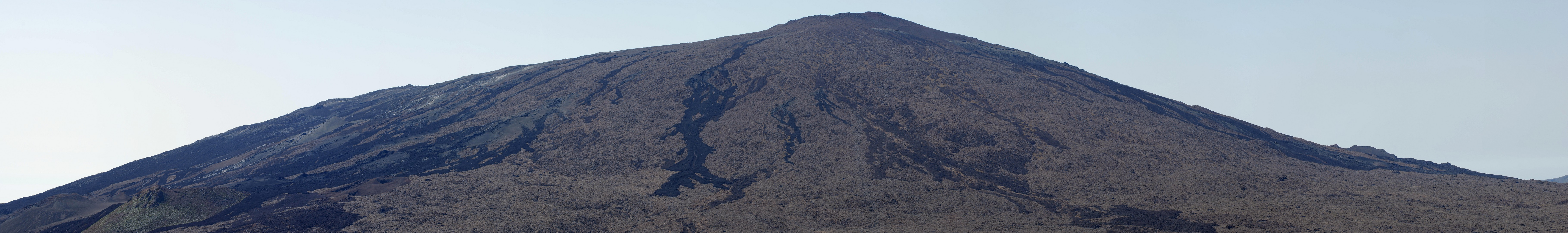
Panorama del pitón de la Fournaise (lado expuesto al oeste).

### Fauna y flora

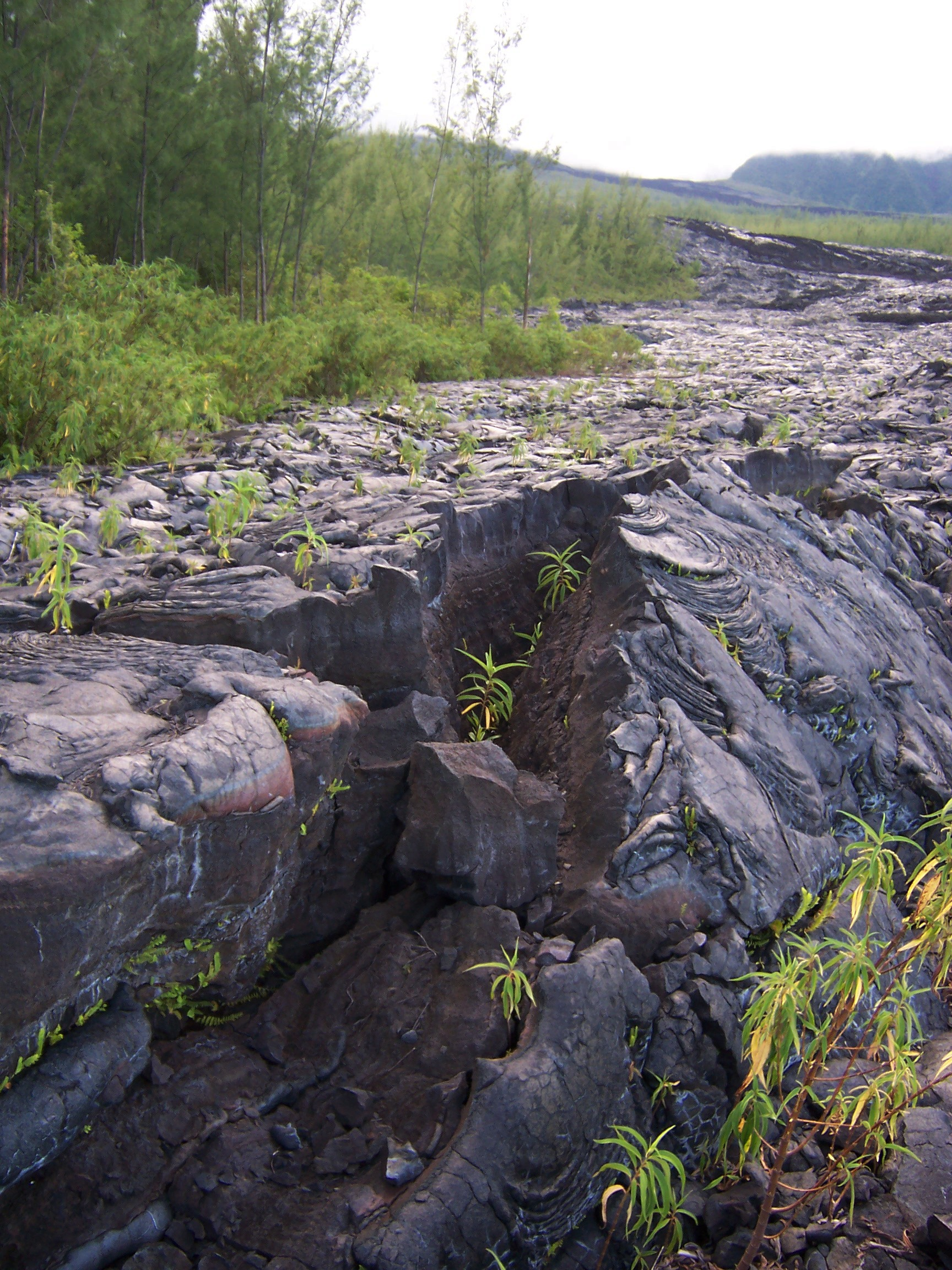
Recolonización vegetal de una colada de tipo pāhoehoe con una antigüedad de 3 años.

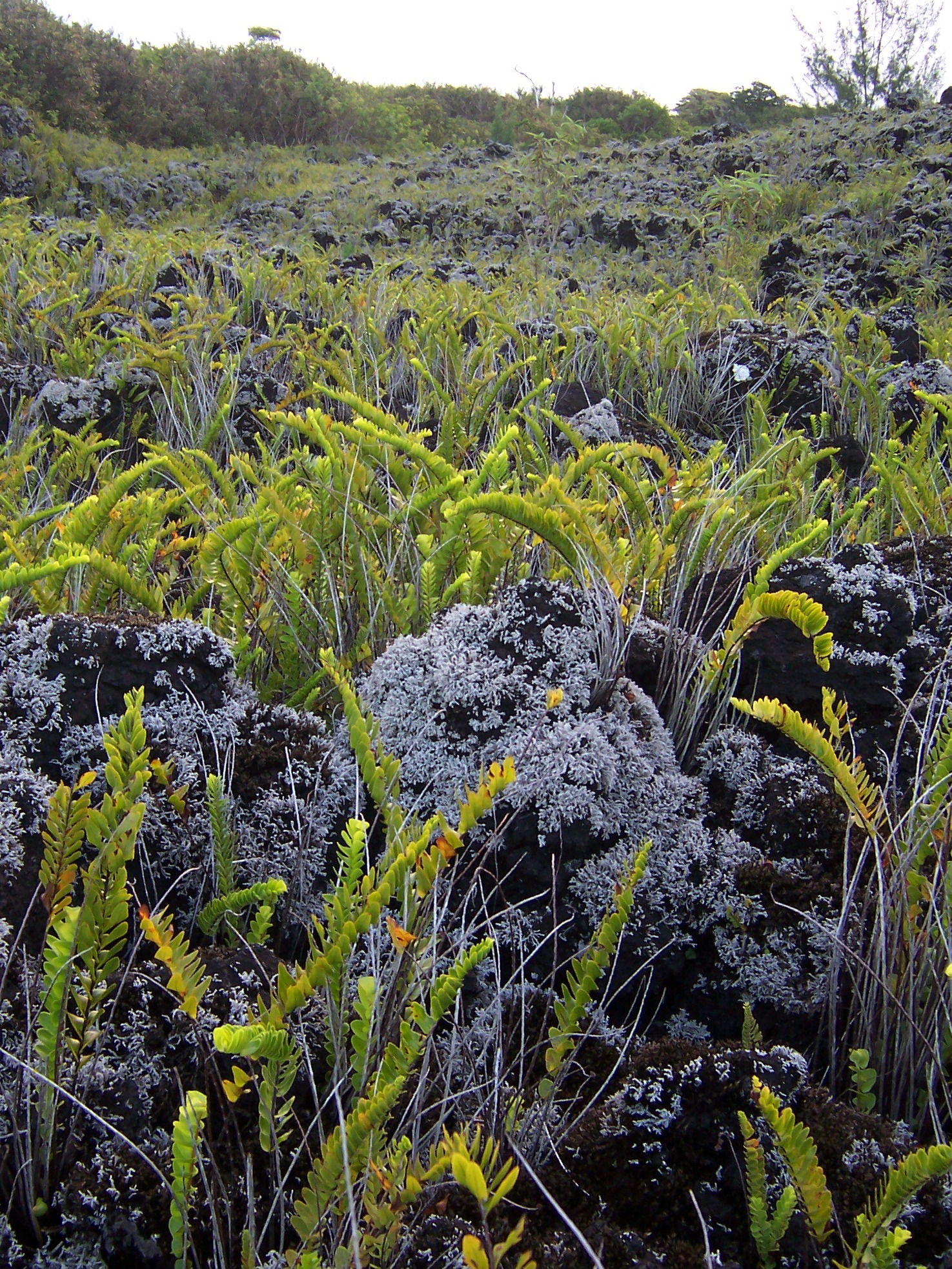
Recolonización vegetal por helechos y líquenes de una colada.

La frecuencia de las erupciones y la abundancia de las coladas renuevan sin cesar la configuración del pitón de la Fournaise y de sus pendientes y mantienen los paisajes con un dominio mineral. No obstante, en cuanto las lavas se enfrían completamente, los procesos de colonización vegetal pueden entrar en acción.
Los líquenes son generalmente los primeros en instalarse, seguidos por los helechos después por una vegetación arbustiva o arbolada. El fenómeno es poco sensible en altitud donde las condiciones climáticas son rudas y donde los arbustos son muy escasos, pero en la parte baja el bosque retoma posesión del terreno en algunas decenas de años. En esta dinámica de instalación, las especies pioneras indígenas como los bosques de rempart son hoy muy a menudo suplantados por especies exóticas invasivas como las filaos, las goyaviers de China o los bosques chapelet.
El Cercado es una zona completamente deshabitada y no cultivada (excepto algunas plantaciones de vainilla en bosques de la parte baja). La carretera nacional 2, que atraviesa la parte baja del Gran Quemado constituye la única comunicación actual; se apoda a este lugar la « carretera de las Lavas ». El sitio de peregrinación de la « Virgen del parasol » que se encontraba igualmente en el Cercado fue cubierto por una colada en 2005 y la imagen fue trasladada hasta el pueblo de Pitón de Santa Rosa.
En cambio, las zonas activas adyacentes están ocupadas por los pueblos de Bosque Blanco y de Pitón de Santa Rosa en el municipio de Santa Rosa, de Tremblet y de Takamaka en el municipio de Sainte-Philippe. El paisaje es muy boscoso, pero también existen campos de caña de azúcar y plantaciones de palmistes.

### Geología

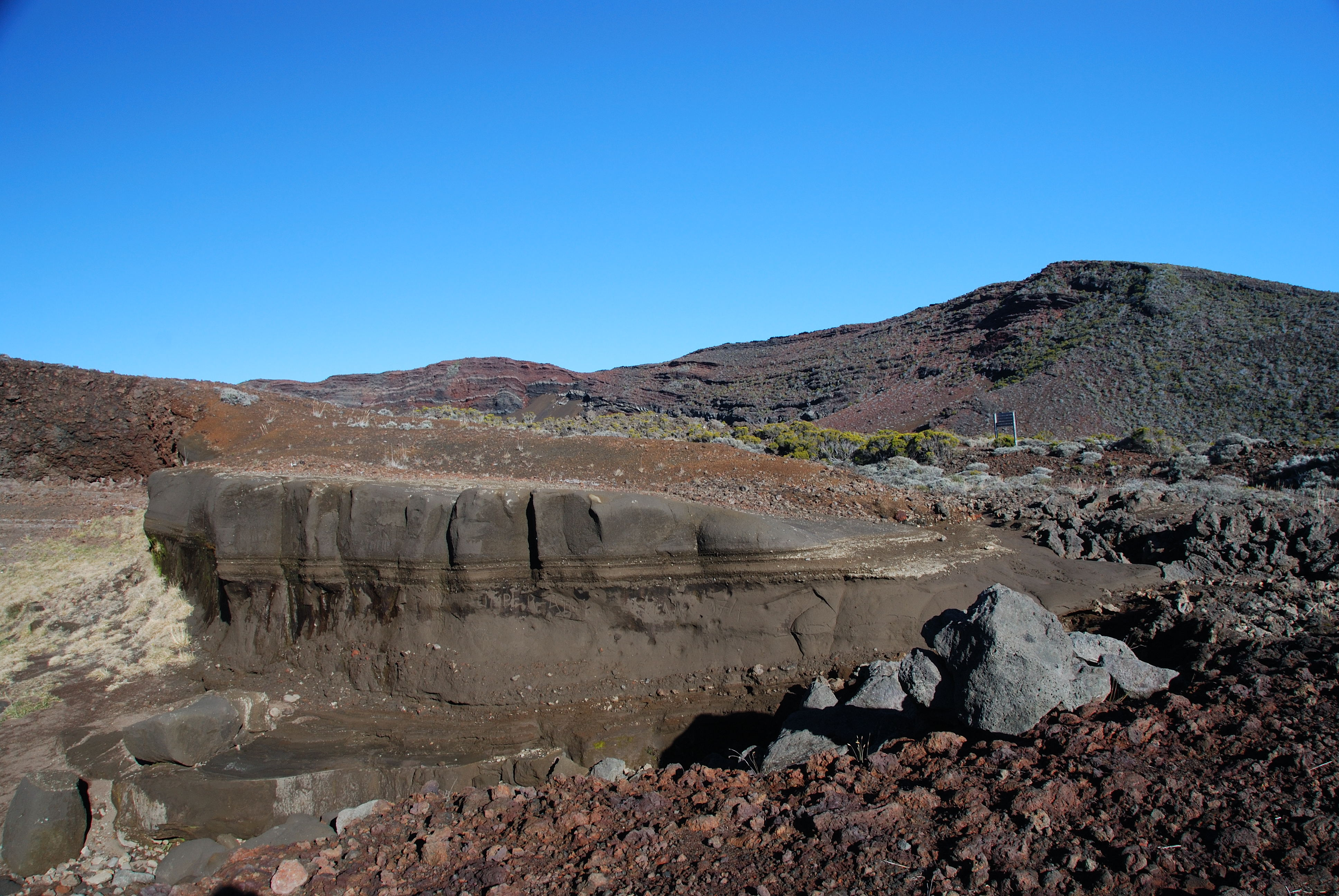
Los depósitos arcillosos de las « cenizas de Bellecombe », particularmente bien visibles al pie de la Demi-Piton, un kilómetro aproximadamente antes del término de la carretera forestal del Volcán, son características de un episodio freatomagmático

Mapa de las coladas de lava emitidas durante las erupciones de 1972 a 2000

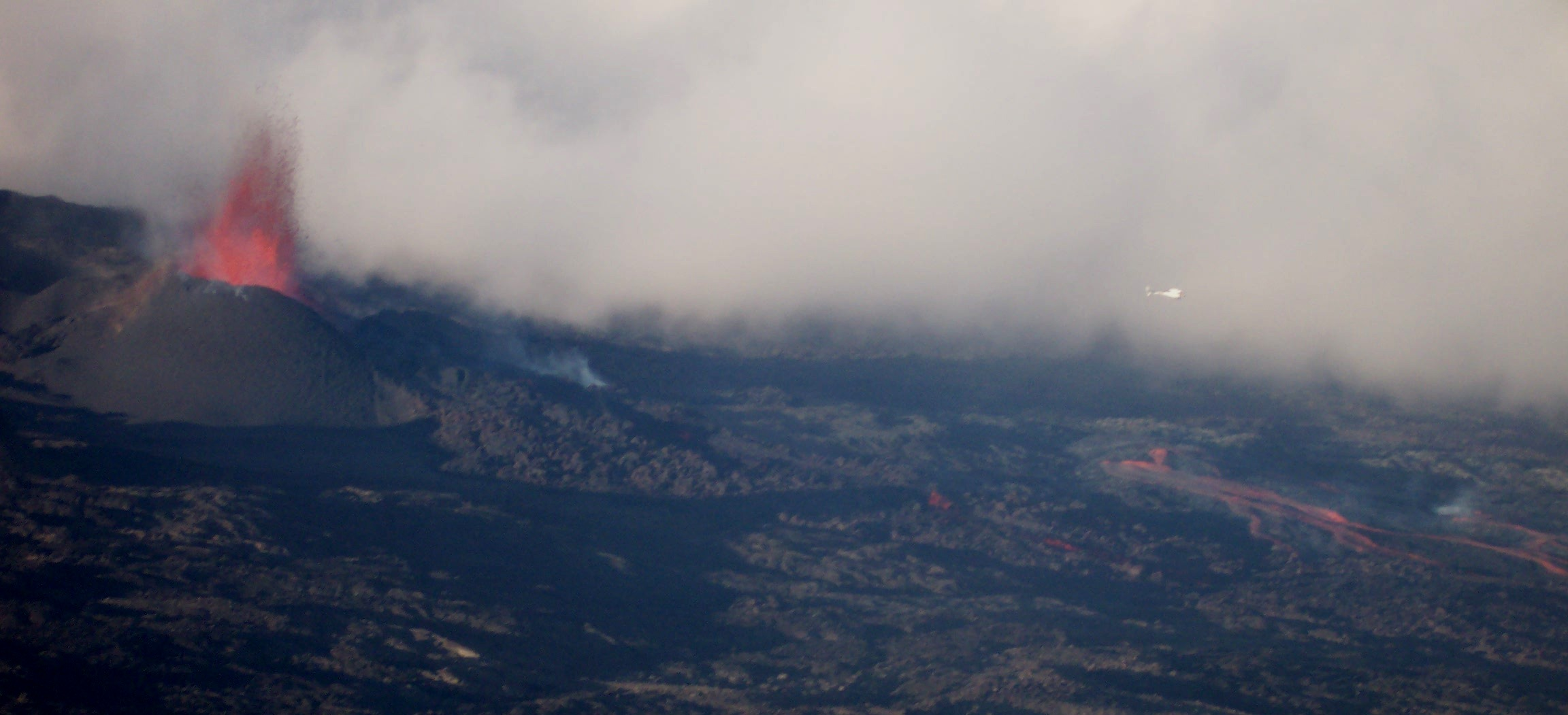
Formación de un cono de proyecciones y emisiones de coladas en la pendiente durante una erupción en mayo de 2004

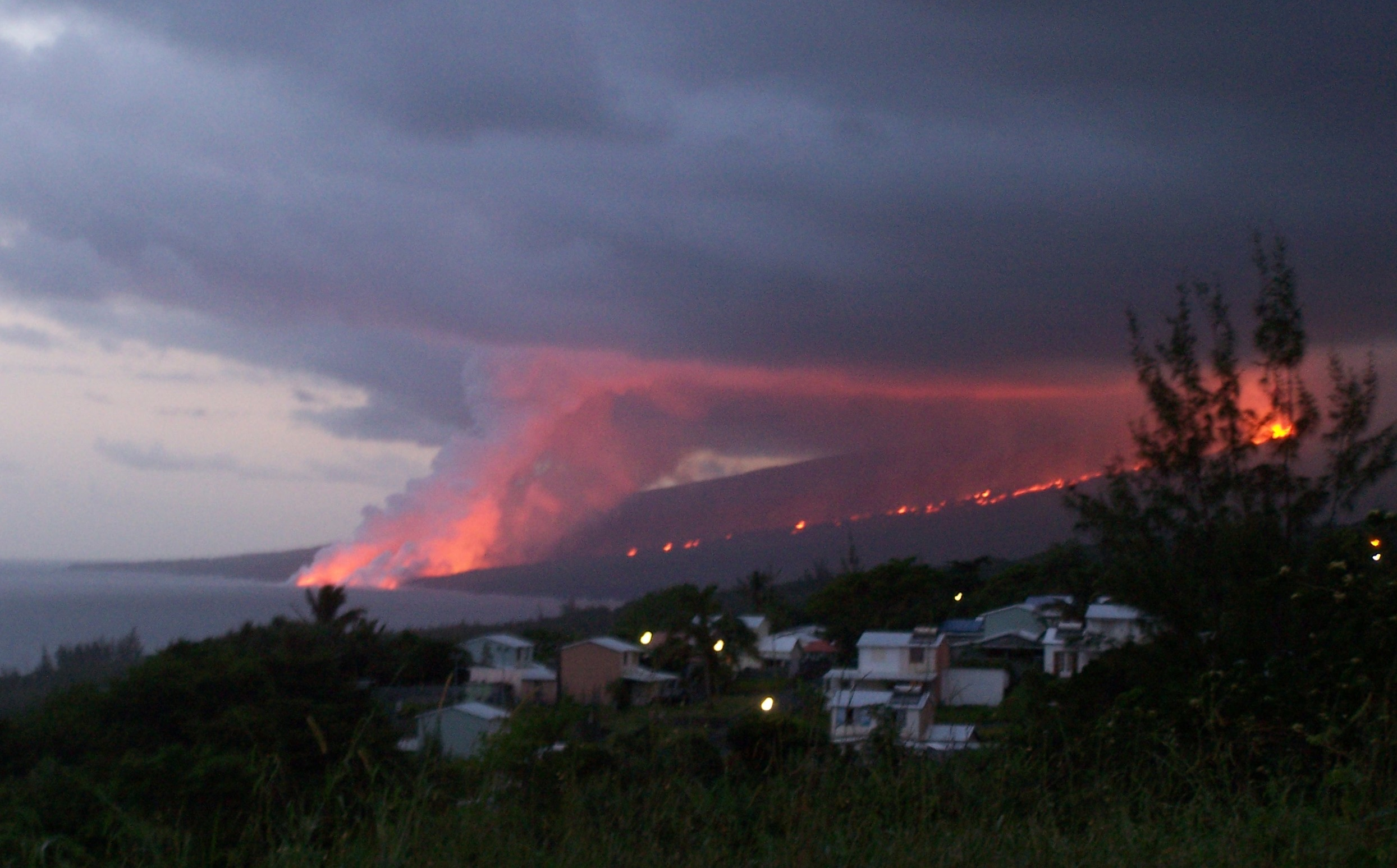
Erupción del pitón de la Fournaise, abril de 2007

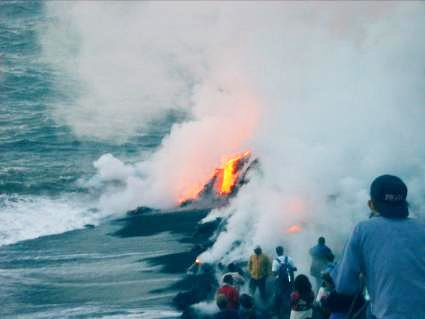
Una colada desemboca en la mar en 2004 y atrae numerosas personas.

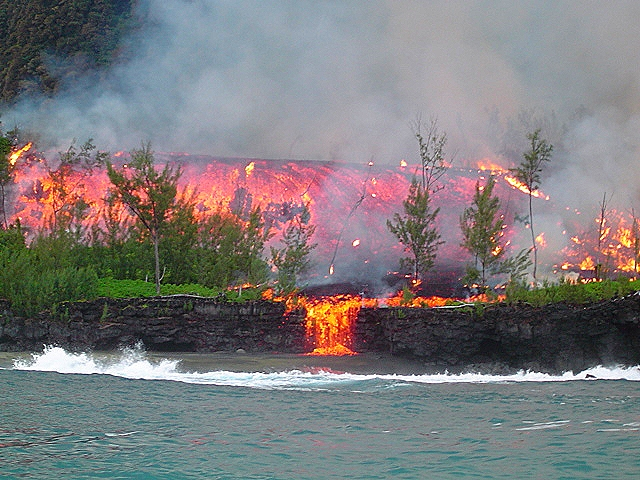
Colada que data de febrero de 2005

El pitón de la Fournaise forma la parte actualmente activa de un volcán escudo más ancho: el macizo del Piton de la Fournaise cuyas rocas más antiguas conocidas se formaron hace aproximadamente 530 000 años Este macizo forma con el macizo del Pitón de las Nieves, más antiguo, la isla de La Reunión tal como es hoy en día.
El pitón de la Fournaise, como se lo conoce hoy, data de aproximadamente 4 700 años. Esta edad corresponde al derrumbamiento mayor que dio nacimiento al cercado Fouqué que fue acompañado de explosiones y de cataclismos.
Los rastros de estas explosiones toman la forma de deposiciones llamadas las cendres de Bellecombe visibles en un radio de diez kilómetros. El contorno del derrumbamiento queda muy claramente visible en el paisaje, formando un acantilado continuo de 150 a 200 metros de desnivel. Las erupciones que han seguido luego regularmente han reformado el centro de la zona de hundimiento del cono central del pitón de la Fournaise.
La mayoría de las erupciones se producen en el Cercado o en los cráteres de la cumbre de manera efusiva. Comienzan por la aparición de una línea de fisuras largas de algunos centenares de metros (a veces de varios kilómetros) de donde las lavas se elevan en cortina. Después al cabo de algunos minutos o hasta de varias horas, la erupción se concentra en un solo o en algunos puntos. En estos puntos de salida las lavas son propulsadas al ritmo de golpes de presión. Una parte de la lava liberada puede quedar en forma fluida y difundirse por los alrededores escurriendo por las pendientes en forma de coladas de superficie o como túneles de lava. Otra parte de las lavas liberadas puede ser proyectada violentamente a varias decenas de metros en altura. Durante la proyección, la lava se congela al contacto con el aire y se acumula en el suelo. Eso provoca la formación de conos de proyección llamados localmente pitones. Una misma erupción puede conocer varias fases sucesivas, con aparición de nuevas fisuras y de nuevos puntos de salida.
Este tipo de erupción efusiva acontece como media más de una vez por año (aunque a veces el pitón de la Fournaise permanece inactivo durante varios años consecutivos) y no presenta peligro para las poblaciones. Los riesgos a distancia solo están ligados a la emisión eventual de cabellos de Pele o a la contaminación atmosférica por acumulación de gases azufrados. Cada erupción dura de algunas horas a varios meses.
Ocurre sin embargo que ciertas erupciones de este tipo se producen fuera del Cercado. Pueden entonces afectar a zonas habitadas como en 1977 cuando las coladas destruyeron una parte del pueblo de Pitón Santa Rosa. Las erupciones fuera del Cercado acontecen de media cada cincuenta años pero a un ritmo irregular; durante los tres últimos siglos algunas se han sucedido a simplemente algunos meses o algunos años de intervalo.
De tiempo en tiempo se activan por otra parte derrumbamientos debidos al peso de las rocas sobre el techo de una cámara magmática que se ha vaciado lateralmente. Estos fenómenos se manifiestan en superficie por la formación de cráteres de derrumbamiento: los cráteres Bory y Dolomieu son ejemplos. El cráter Dolomieu se hundió así y después se llenó repetidamente.
Si el derrumbamiento contiene magma o rocas todavía fundidas al contacto brutal con yacimientos de agua contenida en la estructura del volcán puede producirse una explosión llamada freatomagmática. Aparece entonces una erupción explosiva que proyecta rocas hacia los alrededores y dispersa cenizas sobre la isla y más allá. Una explosión de entidad aconteció en 1860, y el puente de la nave Marie-Elisa que navegaba a treinta kilómetros al noreste de la isla se cubrió de cenizas.
Más recientemente, una explosión en 1961 formó una nube de cenizas de hasta 6 000 metros de altitud y otra en marzo de 1986  creó en el Dolomieu un cráter de más de ciento cincuenta metros de profundidad.
El 6 de abril de 2007 comenzó una sucesión de derrumbamientos en el cráter Dolomieu, afectando en menos de un mes a aproximadamente 150 millones de m³ de rocas, formando un pozo estimado de más de 350 m de profundidad. No fue sin embargo constatada ninguna explosión, las nubes observadas no estaban constituidas más que de una gran cantidad de polvo levantado por los deslizamientos.
Las coladas que bajan por las pendientes del volcán pueden tener dos formas diferentes, típicas del vulcanismo basáltico: pueden ser lisas, llamadas de tipo pāhoehoe, o rugosas, llamadas de tipo ʻaʻā. A la salida, se trata de lavas de igual composición: generalmente de basaltos afíricos muy ricos en olivino ybque pueden ser calificados de picrita. Si el deslizamiento se produce suavemente, la lava permanece lisa en superficie y enfriándose forma figuras colgadas (se habla de lavas coladas). Si el deslizamiento es más brutal, la liberación de los gases forma una superficie de bloques irregulares: los gratons. En cualquier momento una lava de tipo pāhoehoe puede transformarse en lava de tipo ʻaʻā, mientras que la inversa es imposible.
La velocidad de avance de una colada depende del desnivel y de la pendiente. No obstante el frente de colada solidificándose al contacto del suelo frío no puede progresar sino bastante lentamente (a lo más a algunos km/h). En cambio, desde el momento que una colada ha trazado su camino, la lava puede circular a gran velocidad (varias decenas de km/h).
Ciertas coladas muy abundantes que provienen de erupciones a baja altitud alcanzan la orilla del mar y llegan al océano. El contacto con el agua salada provoca una nube de vapor de agua condensada y la formación de gases irritantes, sobre todo de ácido clorhídrico. Las lavas que continúan fluyendo entran en ebullición bajo el agua y se enfrían formando las lavas acojinadas, mientras que una plataforma rocosa se va construyendo poco a poco y va agrandando el contorno terrestre de la isla.

## Historia

### Primeras exploraciones

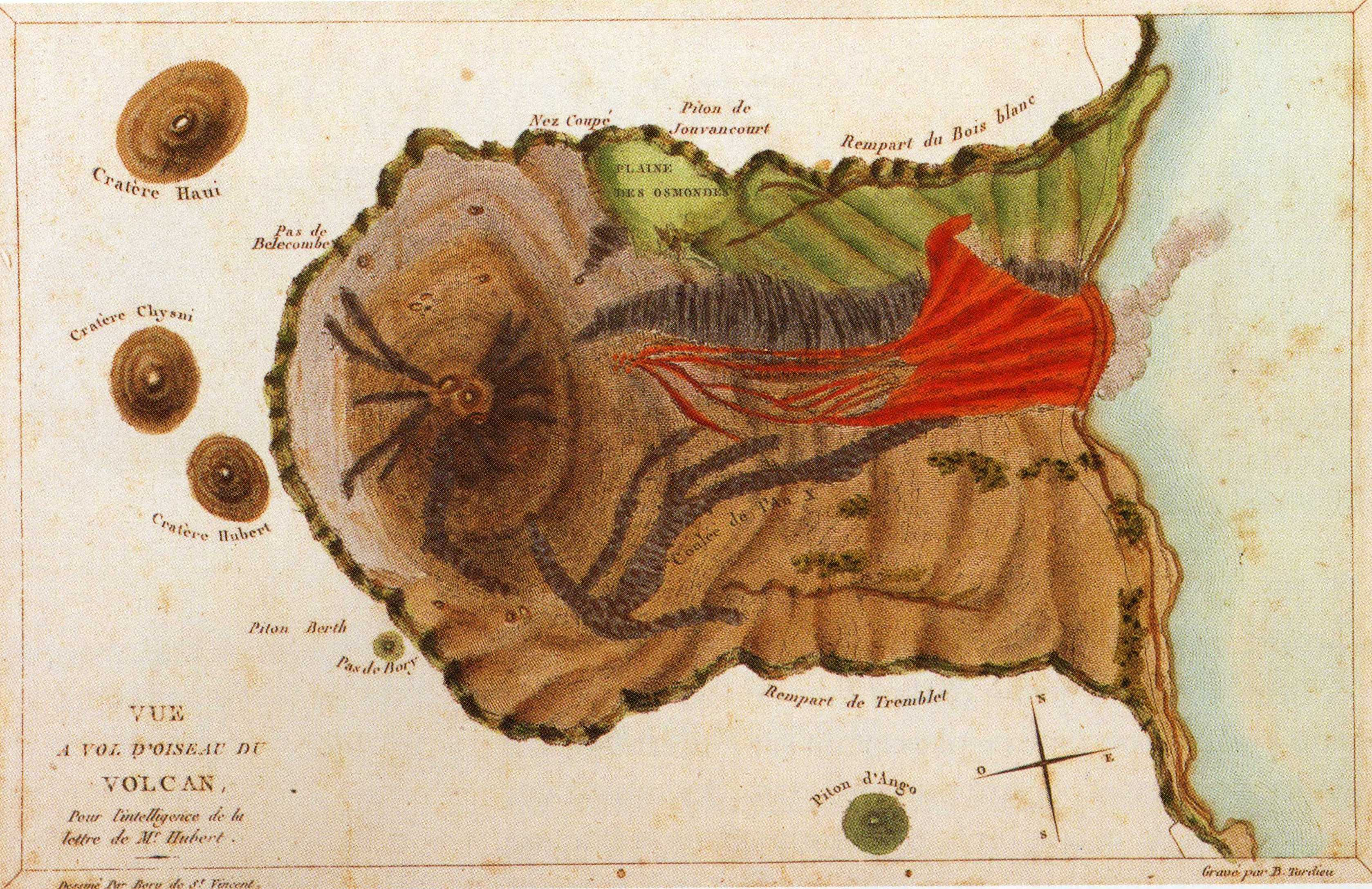
El pitón de la Fournaise dibujado por Bory de Santo-Vincent después de la erupción del año X.

La primera ascensión de la que ha habido una relación escrita fue realizada por el caballero Andoche Dolnet de Palmaroux, el 21 de septiembre de 1751, La descripción de los lugares es bastante mediocre, pero según el relato del señor Dolnet, solo existía un cráter en la cumbre entonces.
Otra expedición, llevada en octubre de 1768 condujo al descubrimiento del paso de Bellecombe, del nombre del gobernador de la isla en aquella época, que participó en la expedición pero que personalmente se volvió en el camino antes de que el pasaje fuera encontrado. Se conocen de esta expedición al menos dos relatos, el primero, bastante detallado, escrito por uno de los protagonistas principales, el intendente del rey Honoré de Crémont y publicado en 1770 y cuya llegada cerca de la cumbre es relatada así :

"Apenas habíamos dado 50 pasos cuando llegamos a una pequeña colina donde vimos la boca del volcán muy cerca; No puedo expresar la alegría que sentí al haber cumplido incluso más allá de mis expectativas, el objeto de mi viaje, porque no esperaba verlo tan pronto y tan cerca. Nos sentamos a contemplar este horno. Fue alrededor de las diez y media de la mañana cuando llegamos; hizo el mejor tiempo del mundo; el aire estaba en calma y el cielo sereno. El ruido que golpeaba nuestros oídos parecía el de 20 o 30 fuelles de una herrería ... "

el otro, más sumario y poco halagüeño para M. de Crémont, transcrito por Bory de Saint-Vincent en su memoria de viaje:

"Después de dos días de caminata, hicimos tan pocos progresos como si no hubiéramos hecho nada. Habíamos ido hasta el borde del cercado, y éste parecía una barrera infranqueable. Disgustado por este nuevo obstáculo, el Sr. Belecombe abandonó a la mitad del camino y volvió sobre sus pasos. M. Cremon, más decidido, prometió seis piezas de tela azul a quien encontrara un paso en el cortado. Después de mucha investigación un esclavo vino a anunciar que no habían encontrado ningún paso. El Sr. Montfleury, Guichard y el esclavo sólo por tanteos pudieron subir a las laderas del cono. Era una boca situada aproximadamente donde el piton central. Nos acercamos cuando el Sr. Montfleury percibió que el señor de Cremon, agotado por la fatiga y la sed, y que, por falta de agua, se había bebido todo el ron que quedaba en la botella, ya no podía soportar la subida; el robusto Guichard le cargó sobre sus anchos hombros y ayudado por el negro, lo llevó hasta la llanura de las Arenas, con gran riesgo de caída mil veces y de suicidarse con su carga. "

Los primeras expediciones de carácter científico fueron llevadas a cabo en 1771 y 1772 por Philibert Commerson (1727-1773) acompañado de Lislet Geoffroy (1755-1836), este último entonces menor de diecisiete años.
El intendente del rey, Honrado de Crémont tomó parte nuevamente también de la marcha de la primera expedición de una quincena de personas que partió del Barril (en el actual municipio de Saint-Philippe).
No se tienen informes, no obstante, de estas exploraciones naturalistas, más que por documentos dispersos (notas, croquis, correspondencias y colecciones) porque Commerson murió en 1773 sin haber publicado nunca nada. Escribió sin embargo a su cuñado, el cura Beau:

"Se observó un aumento de las llamas del volcán a la altura de su boca, después de haber sufrido una llamarada, una llama aterciopelada que sólo me tocó, la verdad, pero que llegó con mucha fuerza a los que me seguían... "

En 1791, una explosión potentísima en la cumbre seguida de la aparición de una inmensa nube vertical de humo negro y espeso ocurrió el 17 de julio y asustó a todo el país. Una expedición conducida por Alexis Bert en la cual participaron Jean-Joseph Patu de Rosemont (1767-1818) y Joseph Hubert (1747-1825) llegó al volcán. Bert llegó a la cumbre el 29 de julio y constató la formación de un cráter de derrumbamiento en el Dolomieu, una nueva boca que él encontró :

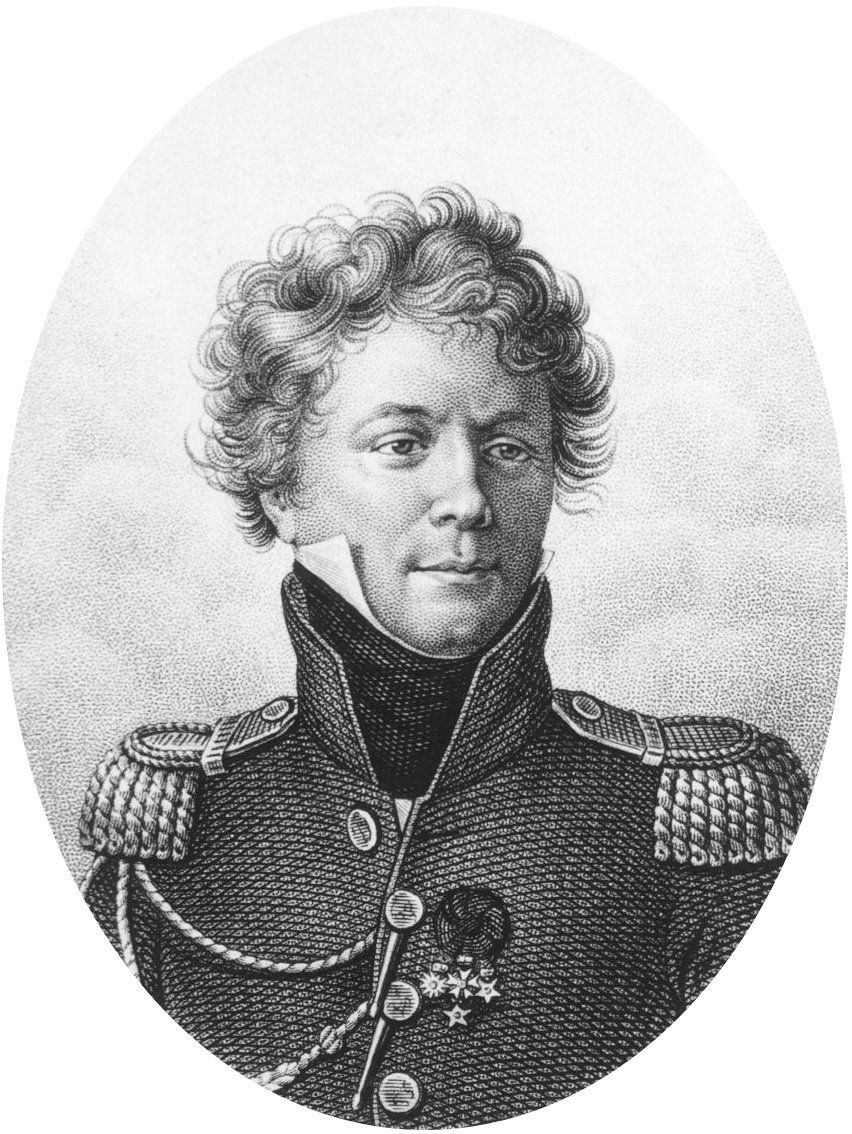
Jean-Baptiste Bory de San Vincente

Pero no fue hasta 1801 cuando se emprendió una verdadera misión de reconocimiento general bajo la dirección de Jean-Baptiste Bory de Santo-Vincent(1778-1846), entonces con 23 años. La salida para la primera ascensión se produjo en Pitón Santa Rosa el 25 de octubre. Bory, Jouvancourt y sus compañeros pasaron por el Bosque Blanco, a lo largo de la parte inferior de Rempart de Bosque Blanco hasta el Agujero Caron, toman el pie del pitón de Crac donde está instalado un vivac, exploraron la llanura de las Osmondes. Bory alcanzó el 28 de octubre de 1801 por la tarde el Mamelon central que, ubicado entre el cráter Bory y el Dolomieu, marcaba en aquellos tiempos la cumbre del volcán y que correspondía a un cono eruptivo aparecido en 1766. En aquel momento mismo a los pies de los visitantes se produjo una erupción en el cráter Dolomieu:
Bory escaló nuevamente la cumbre de la Fournaise (continuamente en erupción en el cráter Dolomieu) el 20 de noviembre de 1801 después de haber pasado esta vez por la Llanura de las Cafres y la Llanura de las Arenas.
De estas visitas al volcán (2 ascensiones en menos de un mes), Bory dejó sin embargo descripciones topográficas precisas yuna síntesis de las observaciones anteriores. Algunos dibujos se han hecho célebres y muchas de las proposiciones para explicar los fenómenos volcánicos se han revelado ciertas. Como naturalista sabio, describió numerosos vegetales y minerales y recogió muestras. Se sabe que dio a la mayoría de los lugares los nombres que conservan todavía hoy.
Por sus trabajos y su relato, Bory abrió la vía a la vez a un conocimiento vulcanológico moderno y a una apropiación popular por los habitantes de la Reunión de un volcán antaño rodeado de una aura maléfica.

### El tiempo de los guías
Hasta en los años 1960, la ascensión del pitón de la Fournaise permaneció durante bastante tiempo reservada a visitantes o aficionados apasionados porque en la ausencia de carreteras cercanas, era necesaria una verdadera expedición y requerir los servicios de guías y de portadores.
Actualmente el acompañamiento de los visitantes al volcán resulta así, como actividad de apoyo, una especialidad de ciertos habitantes de la Llanura de las Cafres, particularmente de aquellos del kilómetro Vigesimoséptimo, hoy Villa Murat.
En la historia de esta época ha permanecido sobre todo el nombre del guía Josémont Lauret, muerto de frío y de cansancio en la noche del 6 de octubre de 1887, cuya estela conmemorativa se eleva al borde del camino de senderismo.
En el siglo XX las citas para comenzar la excursión se hacían en el albergue del volcán, cerca de la actual ciudad del Volcán. Los excursionistas pueden ser habitantes de Reunión,  turistas metropolitanos y muy raramente turistas extranjeros. En periodo de erupción, picados por la curiosidad, son evidentemente más numerosos. Con respecto al número de guías y de portadores, depende sobre todo del poder adquisitivo de los clientes y de la duración prevista de la expedición.
En general, la excursión al volcán se desarrolla en tres días. Los guías y los portadores van calzados solo con zapatillas de tela de yute o con los zapatos goni y llevan sus cargas a la espalda o sobre la cabeza. La primera jornada permite recorrer el borde del Cercado, la segunda comprende la ascensión propiamente dicha al pitón de la Fournaise y la visita a los cráteres de la cumbre, la tercera jornada es para el regreso.
Hasta en los años 1930, los excursionistas pasaban la noche en cavernas, a menudo en la caverna de las Lataniers o en los campos de gaube, abrigos circulares de ramaje recubiertos de placas de césped natural. Después se construyó una casa cerca del paso de Bellecombe para el descanso nocturno de los caminantes. Esta casa, al principio una mera cabaña, se convirtió en la actual casa del volcán y su restaurante después de varios años y de diversas transformaciones, extensiones y reconstrucciones,.

### Historia eruptiva

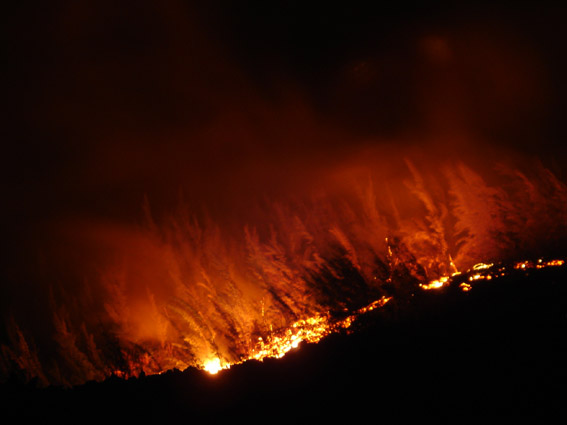
Erupción de agosto de 2004 sobre las pendientes del volcán.

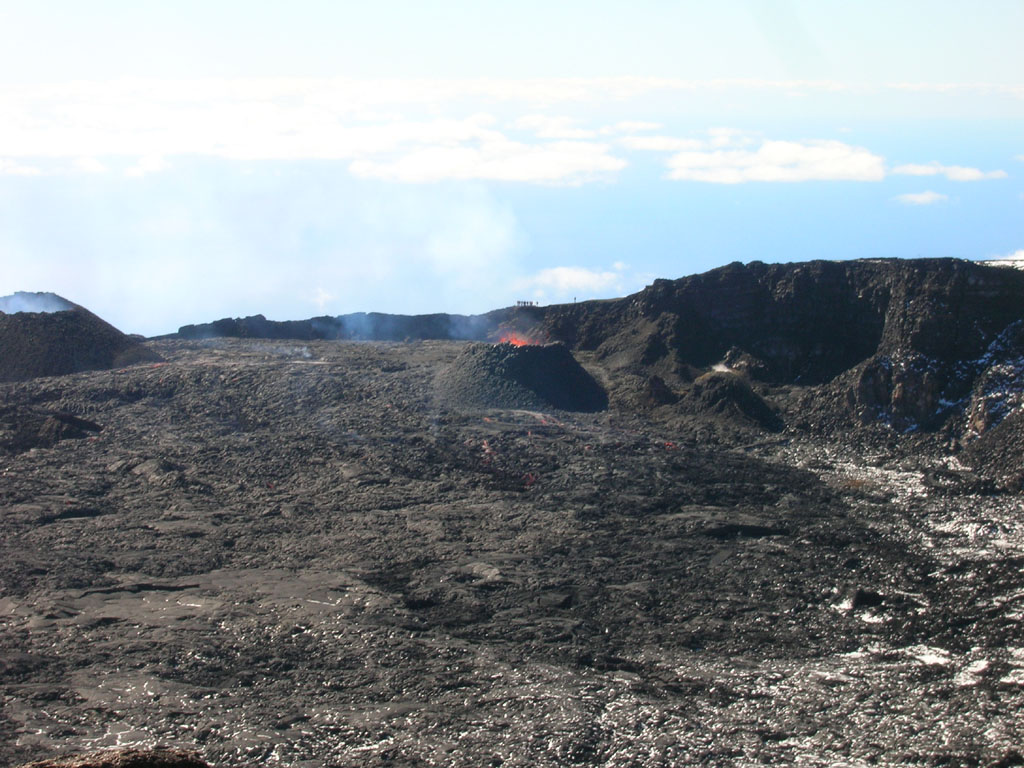
Erupción de octubre de 2006 en el cratère Dolomieu.

En total, desde 1650, fecha de las primeras observaciones de las que subsisten rastros escritos, han sido grabadas cerca de 300 erupciones. No lo han sido sistemáticamente hasta mediados del siglo XIX.
Desde que el volcán ha sido estudiado, las erupciones han sido grabadas principalmente en los tres cráteres culminantes del cono central (cráter Bory, cercado Vélain y cráter Dolomieu) o en el interior del cercado Fouqué.
No obstante, se han producido también las erupciones fisurales fuera del Cercado, de las cuales las más importantes acontecidas recientemente han sido:
- en 1977, en las proximidades del pueblo de Pitón Sainte-Rose, que fue destruido en parte ;
- en 1986, cerca del pueblo del Tremblet (San Felipe) donde fueron destruidas ocho casas por las coladas de la quebrada Takamaka y de la Punta de la Mesa.[19]

Después de un periodo de inactividad de más de cinco años entre 1992 y 1998, el pitón de la Fournaise entró en una gran actividad. Como consecuencia de la erupción grandiosa de marzo de 1998 que duró 196 días, han acontecido cada año dos o tres episodios eruptivos .
La gran erupción de 2007, empezó el 2 de abril de 2 007 y tuvo una escasa intensidad. La fisura aparecida a baja altitud emitió elevadas fuentes de lava que discurrieron hasta el océano con un caudal impresionante de millones de m³ de rocas en fusión. Los habitantes del pueblo del Tremblet situado en las proximidades, vivieron con angustia una salida de la lava fuera del Cercado lo que finalmente no ocurrió. Sin embargo padecieron la caída de cenizas y de lapillis, difusión de gas azufrado, de vapores ácidos e incendios en el bosque. La salida de la lava contenida en las cámaras magmáticas presentes dentro del volcán provocaron por otra parte un derrumbamiento colosal del cráter Dolomieu.
Las erupciones que han seguido se han desarrollado bastante discretamente dentro del cráter Dolomieu hundido: del 21 de septiembre al 2 de octubre de 2008, del 27 al 28 de noviembre de 2008 después del 15 de diciembre de 2008 al 4 de febrero de 2009 .
Dos erupciones « relámpago » de algunas horas tuvieron lugar a finales del 2009, el 5 de noviembre de 2009 sobre las 21 h locales en el flanco este del cráter Dolomieu, y un mes más tarde, el 14 de diciembre de 2009 sobre las 18 h 45 m en el flanco sur del Dolomieu.
La primera erupción se desarrolló del 2 al 12 de enero de 2010. Una nueva erupción comenzó el 14 de octubre de 2010 a las 19 h 10 m en el sector del cráter Castillo Fuerte y terminó el 31 de octubre. Este mismo año del 9 al 10 de diciembre se desarrolló una tercera erupción .
Después de tres años y medio de reposo, una breve erupción se activó el 21 de junio de 2014 para acabar el mismo día. La fisura eruptiva que se abrió cerca de la cumbre dejó correr dos coladas de lava sobre el flanco sudeste del volcán. Nuevamente, del 4 de febrero de 2015 al 15 de febrero de 2015 el pitón de la Fournaise conoció una erupción de débil amplitud.
El 17 de mayo de 2015, después de una crisis sísmica de entidad, comenzó una nueva erupción. Estuvo precedida por una sismicidad más profunda que de costumbre, es decir ubicada hasta 7 km  bajo el nivel del mar. El caudal y el volumen de las lavas de esta erupción fueron los mayores grabados desde 2008.
Desde el final de la erupción de mayo de 2015, los datos adquiridos por el observatorio vulcanológico del Pitón de la Fournaise muestran un aumento continuo del volcán y un aumento también de la microsismicidad bajo el cono de la cumbre desde el 6 de julio de 2015. Emisiones de entidad de sulfuro de hidrógeno han sido medidas antes de la reaparición de la microsismicidad. El 31 de julio de 2015 a las 9 h 20 m comenzó una erupción y terminó el 2 de agosto. Una nueva erupción comenzó el 24 de agosto.
En 2017, la primera erupción desencadena 31 de enero de 2017 y tiene una duración de 27 días. El volcán entra en erupción, por segunda vez, el 17 de mayo de 2017. La tercera erupción desencadena 14 de julio de 2017.

## Ascensión

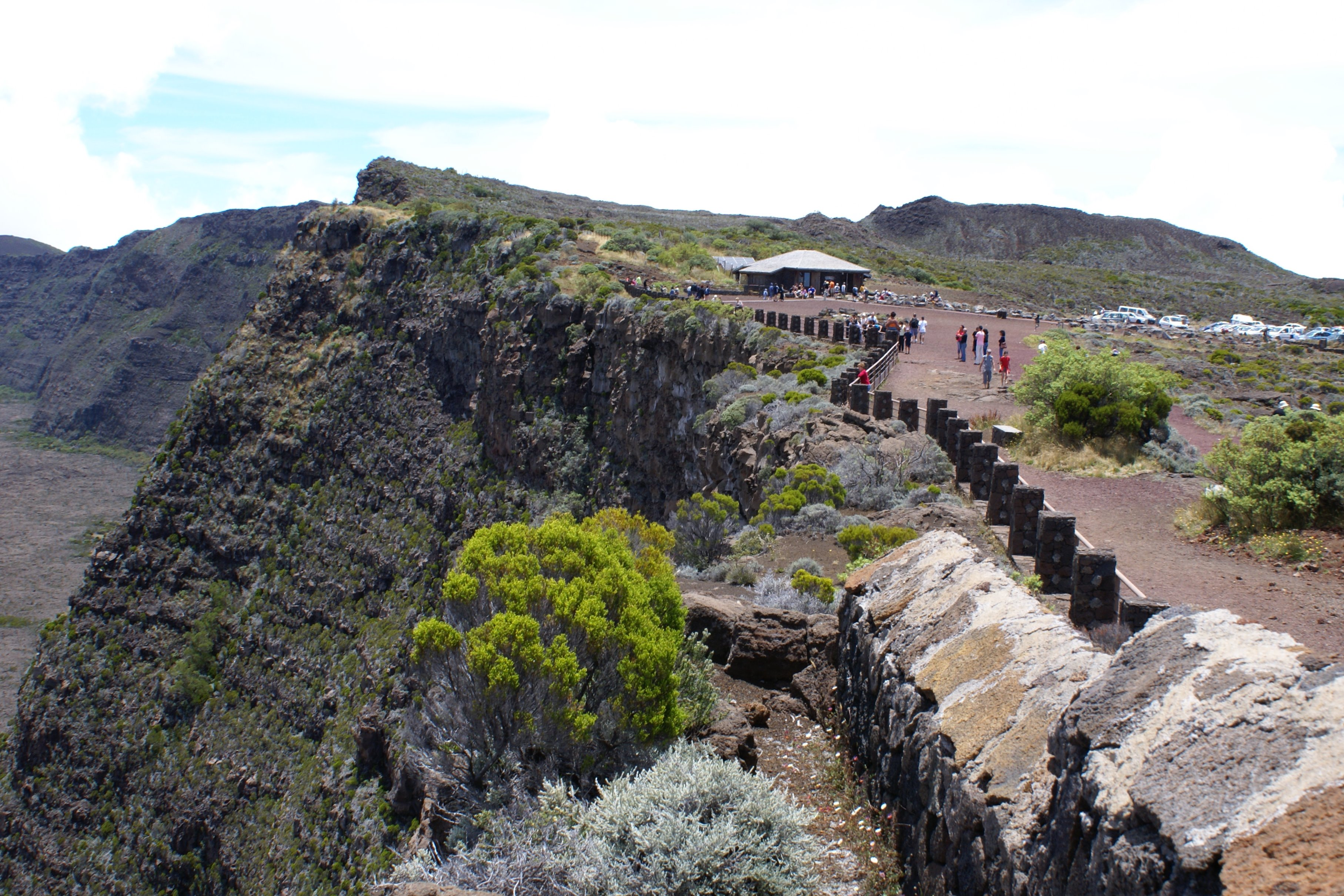
El parking del paso de Bellecombe.

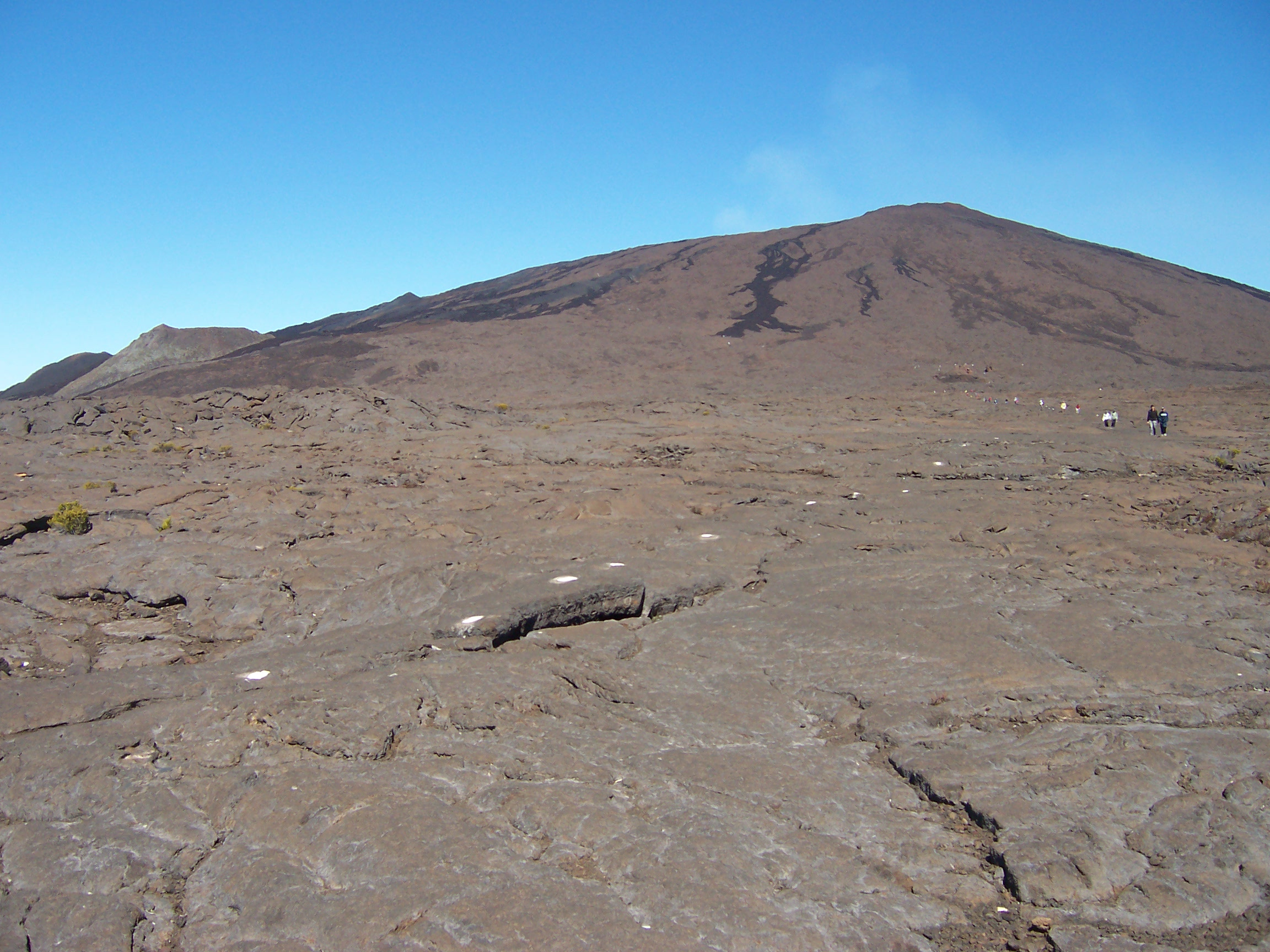
El itinerario pedestre balizado de acceso a la cumbre.

### Recorrido y lugares de interés
La carretera forestal no 5 llamada « carretera del Volcán » (carretera asfaltada hasta la Llanura de las Arenas y después empedrada) lleva sin dificultad desde el pueblo de Villa Murat hasta el borde de la última caldera al lugar llamado del « paso de Bellecombe ». Al final, el lugar que sobresale por encima del cercado Fouqué dispone de un parking y de un área panorámica acondicionada que permite, con buen tiempo, descubrir el cono terminal. En las proximidades se encuentra la « casa del Volcán » donde se puede pasar la noche.
Después de la erupción de abril de 2007 durante la cual el fondo del cráter Dolomieu se hundió hasta una profundidad superior a 300 m, la ascensión a la cumbre fue oficialmente prohibida al público hasta diciembre de 2009. Los bordes de los cráteres culminantes fisurados y desestabilizados continúan con peligro de derrumbarse súbitamente.
Desde el 24 de diciembre de 2009, se reabrió un acceso hasta un único punto de observación estable ubicado sobre el borde este del cráter Dolomieu. El recorrido de los cráteres permanece prohibido debido a la persistencia del peligro de derrumbamiento.
En condiciones normales de apertura, es preciso antes de escalar la cumbre de la Fournaise, bajar previamente al Cercado por el sendero del rempart de Bellecombe. Al pie de la pared se inicia un camino balizado para prevenir la desorientación de los excursionistas en la niebla, muy frecuente en torno al volcán. Este camino está señalado con grandes manchas de pintura blanca.
El sendero pasa al cabo de algunos centenares de metros cerca de un pequeño cono de escorias llamado la « Formica Leo ». Conduce luego, prácticamente por terreno llano, a un pequeño edificio hueco de una decena de metros de altura, la « Capilla de Rosemont », un hornito interior vitrificado.
El itinerario actual sigue luego por la izquierda para elevarse progresivamente sobre el flanco norte del pitón rodeándolo con una media vuelta.
El antiguo itinerario permitía partir hacia la derecha para realizar una ascensión directa hasta el cráter Bory, proseguir por una vuelta a los cráteres Bory y Dolomieu después se vuelve por el flanco norte. El acceso adentro del cráter Dolomieu está prohibido de manera permanente desde el decreto prefectoral del 11 de septiembre de 1992, el fondo y los lados del cráter han permanecido todo el tiempo inestables y susceptibles de colapso repentino.
En el borde norte del cráter Dolomieu se encontraba la "Soufriere" una brecha que liberaba azufre y que apareció en 1964. Esta brecha fue barrida con el colapso del cráter en abril de 2007.

### Reglamentación del acceso

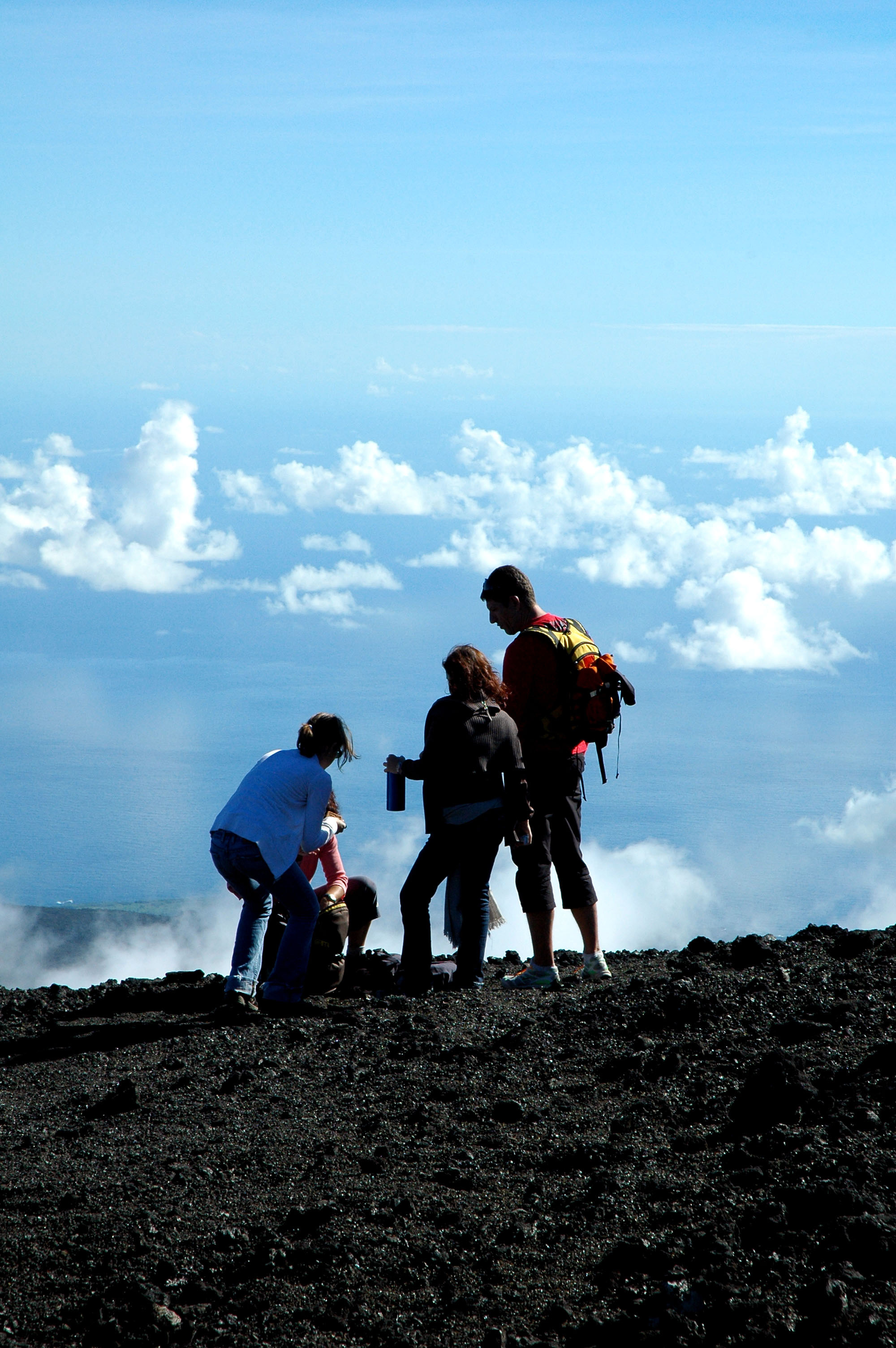
Excursionistas sobre el pitón de la Fournaise

Mientras que la ausencia de carretera impone una larga caminata de acercamiento, el acceso al pitón de la Fournaise es totalmente libre, incluso en periodo eruptivo, bajo la sola responsabilidad de las guías y de los visitantes que forman una élite aficionada o afortunada.
Con la democratización del automóvil, el volcán se ha convertido rápidamente en un lugar natural muy frecuentado, sobre todo durante las erupciones fácilmente visibles. El primer embotellamiento memorable ocurrió en el Gran Quemado en 1961. Pero fue en 9 de agosto de 1972 durante la primera erupción que siguió a la abertura completa de la carretera forestal del Volcán (ésta había sido acabada hasta el paso de Bellecombe en 1968) cuando el prefecto de La Reunión, inquieto de una eventual afluencia masiva de curiosos, promulgó un decreto de prohibición de acceso al Cercado el 9 de agosto de 1972. La protesta popular fue viva y la Jefatura autorizó finalmente el acceso a pequeños grupos acompañados por guías. Pero el clima allí es terrible, la expedición se convirtió en un desastre, tres personas murieron de frío y una docena fueron hospitalizadas.
Entre 1972 y 1998, el acceso al volcán permaneció generalmente libre, incluso durante las erupciones.
Durante la erupción de 1998, que pudo ser visible desde el Paso de Bellecombe, la afluencia del público provocó embotellamientos de varias horas. El acceso se cerró a los vehículos y se puso en marcha provisionalmente un sistema de traslado de pago.
Como consecuencia de esta experiencia, se emprendió un estudio de viabilidad sobre la oportunidad de reemplazar la libre circulación por un sistema continuo de traslados, estudio que ha permanecido hasta ahora sin continuación.
Pero desde entonces, el Estado pone, con ocasión de cada erupción, un dispositivo de reglamentación y de organización del acceso a los lugares de erupción, intentando encontrar las fórmulas que concilien mejor la seguridad pública y la visibilidad del espectáculo de la naturaleza. A la luz de las enseñanzas propias de cada erupción, el dispositivo tipo evoluciona durante los años. Su aplicación no cesa sin embargo nunca de suscitar debates polémicos relativos a la seguridad o a la libertad de circular. Se ha puesto en marcha a la entrada del sendero un lugar para materializar los cierres prefectorales del Cercado durante las erupciones.

## Vigilancia vulcanológica

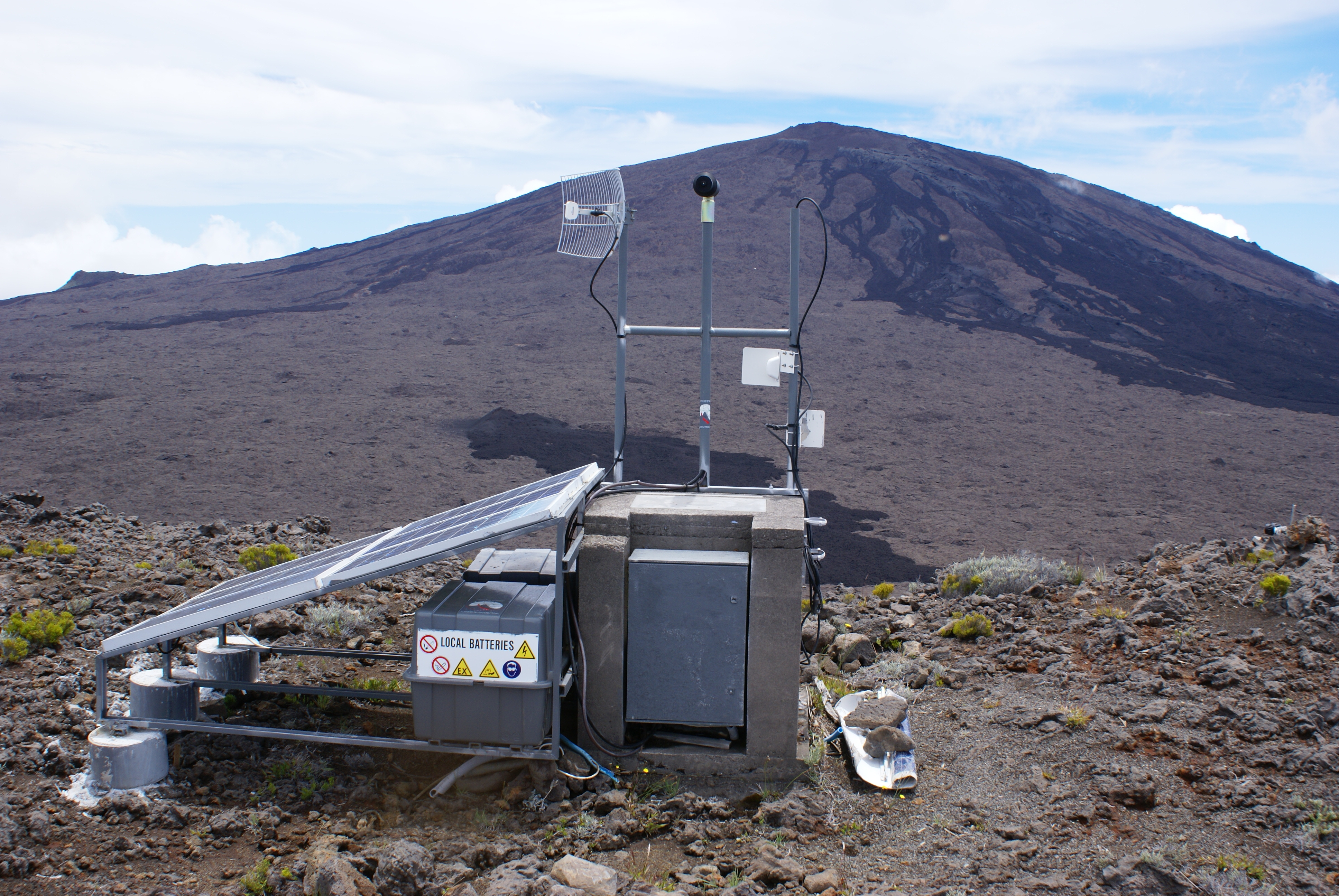
Instalación GPS (y su estación de alimentación eléctrica solar) utilizada para vigilar las deformaciones del volcán.

Mientras que la isla de Hawaï dispone de un observatorio vulcanológico desde 1912, La Reunión no lo tuvo hasta el final de los años 1970. Fue la erupción destructora del pitón Santa-Rosa acontecida fuera del Cercado y la sorpresa general en abril de 1977 la que activó la decisión de crear un observatorio para vigilar el pitón de la Fournaise, estudiarlo y prever sus despertares.
El observatorio vulcanológico de Pitón de la Fournaise (OVPF) fue creado en 1979. Los investigadores y técnicos se instalaron en 1980 en los locales construidos en el pueblo de Villa-Murat, en el término municipal del Tampón, a una veintena de kilómetros de la cumbre del volcán.
La misión del Observatorio, establecimiento dependiente del Instituto de físico del globo de París, es doble:
- aportar a las autoridades de La Reunión la información necesaria para la seguridad de las poblaciones,
- estudiar el volcán y sus erupciones para mejorar el conocimiento científico (y para la organización de la seguridad).

El pitón de la Fournaise es, desde la puesta en marcha del Observatorio, auscultado de forma continua gracias a sensores posicionados sobre el terreno para formar cuatro redes de vigilancia:
- una red sismológica, compuesta de sismógrafos, a la vez de tipo « banda ancha » y « corto periodo », capaces de detectar los seísmos de proximidad y de pequeña magnitud provocados por el magma bajo presión, que para construirse un paso de salida, fractura las masas rocosas dentro del volcán,
- una cobertura topográfica, que con ayuda de aparatos como los inclinómetros, los extensómetros y los receptores GPS, permiten apreciar las menores deformaciones del macizo, sobre todo los hinchamientos que provoca la subida del magma,
- una cobertura de detección de las emisiones de gases por las fumarolas de la cumbre del volcán (DOAS, MultiGaS) o por el suelo. Hasta el final de los años 1990, el OVPF había mantenido una cobertura de sensores de medida del gas radón, gas radioactivo que se escapa con los demás gases eruptivos antes incluso de la efusión de la lava.

Finalmente varias cámaras de vigilancia completan el dispositivo y facilitan la localización de los puntos de erupción y de las coladas. Todos estos aparatos situados lejos de todo equipamiento público son autónomos en energía gracias a captadores solares y a baterías y comunican sus medidas directa y permanentemente al Observatorio a Villa-Murat por transmisión de radio.
Son los eventos sísmicos (la aparición de temblores localizados cada vez más frecuente), topográficos (el hinchamiento del macizo) y la evolución de la composición de los gases los que forman los signos anunciadores más fiables de una erupción próxima, sin que el momento de salida efectiva de la lava pueda sin embargo ser previsto con precisión.
Al anuncio de que se prepara una erupción se dispone un dispositivo de seguridad civil bajo la autoridad del prefecto de La Reunión. Este dispositivo comporta varias fases :
- la vigilancia volcánica cuando una erupción a corto o medio plazo resulta muy probable,
- alerta no 1 cuando resulta inminente,
- alerta no 2 cuando la erupción está en curso.

## Geotermia
El pitón de la Fournaise podría, en los próximos años, ser explotado para producir energía eléctrica por geotermia, utilizando los posibles yacimientos de agua caliente que estarían contenidos dentro del volcán.
Campañas de medidas magnetotelúricas llevadas a cabo a principios de los años 2000 han permitido localizar la posición posible de tales yacimientos de agua caliente. No obstante, según los expertos hay sólo un 50 % de posibilidades de tener la suerte de encontrar un sistema geotermal a elevada temperatura. Por otro lado, contrariamente al macizo del Pitón de las Nieves, no existen en el macizo del Pitón de la Fournaise indicios en la superficie de la presencia de un sistema geotermal (fumarolas, fuentes calientes, etc).
Estaban previstas en 2008 microperforaciones exploratorias profundas para verificar la presencia de estas reservas geotérmicas naturales y para evaluar su explotabilidad. Este proyecto de perforaciones, que era susceptible de comprometer la candidatura de la isla para su inscripción a la Lista del patrimonio mundial de la UNESCO, ha sido parado.